# Carlos Tolrá
Carlos Tolrá Marsella (Laredo,  4 de noviembre de 1789 — ¿? junio de 1863) fue un militar español, mariscal de campo y caballero de San Fernando.

## Biografía
Militar nacido en Laredo en 1789. Estado Mayor del Ejército Español, voluntario en las filas españolas ingreso en 1809 de inmediato poniéndole en el Ejército del Centro, combatiendo en varias batallas de la Guerra de Independencia Española. En 1809 fue ascendido a capitán, luchando en la batalla de Medina del Campo y en la batalla de Alba de Tormes. En 1811 sufrió el bloqueo de Peñíscola y se rindió en enero de 1812.

### En América
Una vez dada por acabada la guerra, se ofreció —de forma voluntaria— junto a su hermano, Juan Tolrá, para formar parte de la expedición de Morillo que tendría como objetivo la conquista de la isla Margarita. Un año más tarde, logró ocupar Santa Fe y triunfar en la Batalla de La Plata ante Liborio Mejía. Después de esto, se le otorgó el mando de las provincias de Popayán. Fue durante ese año que se unió en matrimonio a doña María Juliana Sánchez Rendón.
Formaría parte de un gran número de expediciones contra los rebeldes, por lo que se le otorgó el cargo de comandante en 1816 y, más tarde, en 1818, el de teniente coronel. Al año siguiente, sería denominado gobernador político y militar de la provincia de Santa Fe de Antioquía. Su hermano Juan fallecería a mediados de ese mismo año en la batalla de Boyacá.

### En Quito
En 1820 se incorporó en Perú a su regimiento, pasando trato de llegar pero finalmente se unió a las únicas fuerzas que todavía sostenían en Quito al mando de Melchor Aymerich, en su retirada a Quito fue derrotado en la batalla de Riobamba, pero al final se unió a las fuerzas de Aymerich donde siendo ya coronel, el 24 de mayo de 1822 cayó prisionero en la batalla de Pichincha, siendo trasladado a Panamá y de allí a La Habana.

### De regreso a España y muerte
En el año 1829, Tolrá recibió como destino el Regimiento de la Reina. Una vez iniciada la Guerra Carlista, se le otorgó el mando del batallón de Voluntarios de Navarra. El año posterior, comandó el Regimiento de Borbón.
En el 1835, entró a formar parte del ejército de Aragón, luego de batallar en Miravalles. Más tarde acabaría formando parte del ejército de Galicia, en el cual tomó el cargo de comandante general de Orense, expulsando a Benito Fernández y su facción a Portugal.
Tras un tiempo en el extranjero, en 1844 volvió a la península ibérica, donde se le adjudicó la función de comandante general de Huelva y gobernador militar de Ibiza, Morella, Cáceres y Santander. A principios de 1852 se le ascendió al cargo de mariscal de campo; y en 1857 recibió la función de comandante militar de Ceuta. Falleció en 1863.